# Nazar Pájaro Azul
El Nazar Pájaro Azul fue un modelo de autobús interurbano fabricado por la empresa zaragozana Nazar entre 1962 y 1964. Se caracterizaba por tener una curiosa cabina redondeada, con un parabrisas dividido en dos que cubría prácticamente 180°. En cuanto a diseño se pueden diferenciar dos series, diferenciadas casi exclusivamente por su frontal: La primera, desde 1962, que montaba dos faros a diferente altura y profundidad; y la segunda, desde 1964, con los faros en la misma línea vertical. Se fabricó en versión normal con capacidad para 40 pasajeros y versión de lujo para 35 viajeros. Equipaban motores Henschel GR1013 de 132 cv a 2600 rpm y 6126 cm³, de origen alemán, pero fabricados en Hospitalet de Llobregat por Sura. No se conocen unidades en circulación.